# Anne-Catherine de Ligniville Helvétius

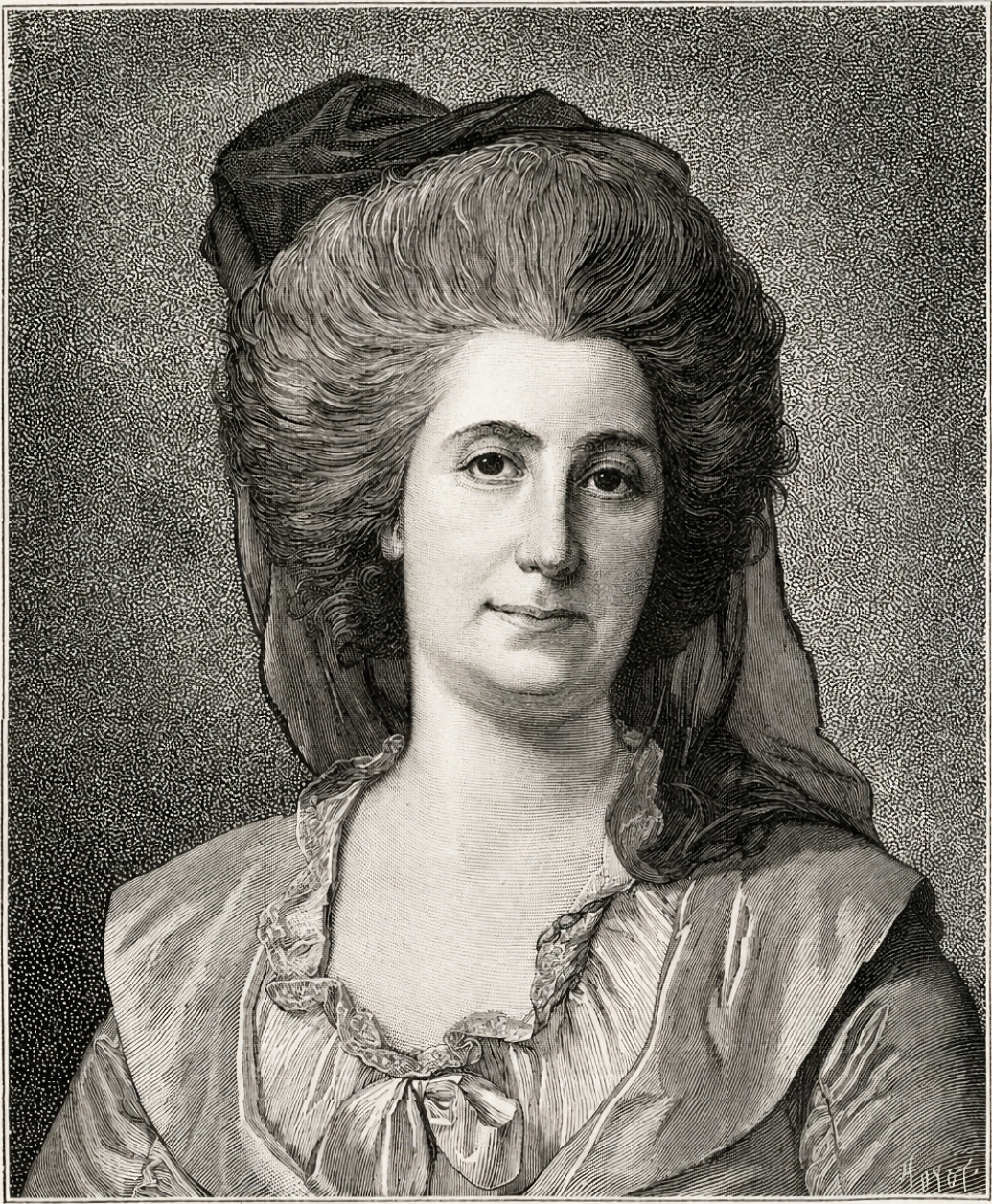
Anne-Catherine de Ligniville Helvétius

Anne-Catherine de Ligniville Helvétius, geb. de Ligniville d'Autricourt (* 23. Juli 1722 in Nancy; † 12. August 1800 in Auteuil), bekannt als Madame Helvétius, war eine bedeutende französische Salonnière der Aufklärung. Sie unterhielt fast 50 Jahre lang einen renommierten Salon, in dem ‚philosophes’ verkehrten: Schriftsteller, Künstler, Gelehrte, Politiker und andere aufgeklärte Intellektuelle. Sie war die Ehefrau des Philosophen Claude Adrien Helvétius.

## Leben und Schaffen
Sie entstammte einer adeligen Familie und war eines von 21 Kindern des Kammerherrn Jean-Jacques de Ligniville (1694–1769) und seiner Frau Charlotte de Saureau (ca. 1700–1762). Die Anne-Catherine de Ligniville genannt „Minette“ war die Nichte der bekannten Salonnière Madame de Graffigny und verkehrte in deren Salon zusammen mit den berühmten Aufklärern. Dort lernte sie Baron Turgot kennen, der ihr wohl einen Heiratsantrag machte. Sie heiratete aber am 15. August 1751 per Ehevertrag, d. h. ohne kirchliche Zeremonie, den Philosophen Claude Adrien Helvétius, den sie auch im Salon ihrer Tante getroffen hatte.

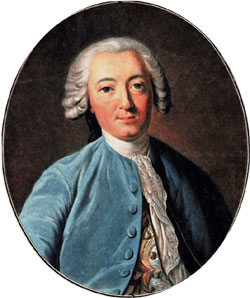
Claude Adrien Helvétius (1715–1771)

Nach dem Tod Graffignys 1753 führte sie deren intellektuellen Kreis in der Rue St. Anne weiter. Ab 1772 nach dem Tod ihres Ehemanns zog die Gemeinschaft in die n° 59 rue d’Auteuil  und wurde seitdem auch société d'Auteuil (Gesellschaft von Auteuil) oder cercle d'Auteuil (Kreis von Auteuil) genannt. Zu den Stammgästen gehörten unter anderen die Salonnièren Julie de Lespinasse und Suzanne Necker, die Schriftsteller Fontenelle, Denis Diderot, Nicolas Chamfort, Charles Pinot Duclos, Jean-François de Saint-Lambert, Jean-François Marmontel, Jean-Antoine Roucher (1745–1794), Bernard-Joseph Saurin, André Chénier, die Philosophen Condorcet, Paul Henri Thiry d’Holbach, Turgot, Constantin François Volney, Emmanuel-Joseph Sieyès, Ferdinando Galiani, Destutt de Tracy, Cesare Beccaria, André Morellet, Georges-Louis Leclerc de Buffon, Étienne Bonnot de Condillac, Guillaume Thomas François Raynal, und die Gelehrten d’Alembert, Antoine Laurent de Lavoisier, Georges Cuvier und Pierre-Jean-Georges Cabanis. Außerdem gab es unter den Besuchern bildende Künstler wie den Bildhauer Jean-Antoine Houdon und den Maler Baron Gérard sowie Verleger wie Charles-Joseph Panckoucke oder François-Ambroise Didot (1730–1804). Unter den Politikern, die dem Salon von Anne-Catherine Helvétius angehörten, befanden sich Malesherbes, Talleyrand, Manon Roland und ihr Ehemann Jean-Marie Roland de la Platière, Thomas Jefferson, Benjamin Franklin, Thomas Paine, Mirabeau, Pierre-Claude Daunou (1761–1840), François Andrieux, Dominique Joseph Garat, Nicolas Bergasse (1750–1832) und der junge Napoléon Bonaparte. Bis zu ihrem Tod führte sie fast 50 Jahre ihren Salon. Bekannt geworden ist ihr Briefwechsel mit ihrem Ehemann. Nach dessen Tod war sie Großmeisterin der weiblichen an Les neuf sœurs angeschlossenen Freimaurerloge.
Anne-Catherine de Ligniville Helvétius starb im Alter von 78 Jahren in Auteuil.